# Betan
Betan (en népalais : वेतान) est un comité de développement villageois du Népal situé dans le district de Surkhet. Au recensement de 2011, il comptait 3 087 habitants.